# Оболенский, Николай Александрович
Николай Александрович Оболе́нский (1908—2001) — советский государственный и хозяйственный деятель.

## Биография
Родился 1 (14 декабря) 1908 года в Верхотурье (ныне Свердловская область) в семье священника.
- 1924—1928 — учащийся Пермского механического техникума.
- 1928—1929 — конструктор завода имени Ф. Э. Дзержинского, Пермь.
- 1929—1930 — конструктор завода, Севастополь.
- 1930—1931 — старший конструктор, начальник производственного отдела завода им. Ф. Энгельса, Запорожье.
- 1931—1934 — инженер производственного отдела, технический руководитель Московского завода объёмной точной индустрии.
- 1934—1935 — заместитель начальника цеха завода № 32, Москва.
- 1935—1937 — начальник конструкторского бюро, начальник отдела подготовки производства работ завода № 2, Москва.
- 1937—1942 — начальник отдела подготовки производства, начальник производства, главный инженер Московского электромеханического завода.
- 1942—1950 — начальник производства, главный инженер опытного завода НИИ № 627 Наркомата электротехнической промышленности СССР.
- 1950—1955 — главный инженер завода № 699 Министерства электротехнической промышленности СССР.
- 1954 год — окончил Всесоюзный заочный политехнический институт.
- 1955—1960 — директор завода № 686 Совнархоза Московского городского экономического района.[1]
- 1960—1963 — председатель СНХ Чувашского экономического района.
- 1963 — Председатель Государственного комитета Совета министров СССР по электротехнике.
- 1963—1965 — Председатель Государственного комитета Госплана СССР по электротехнике — Министр СССР.
- 1965—1974 — заместитель, первый заместитель министра электротехнической промышленности СССР.
- С апреля 1974 года персональный пенсионер союзного значения.
- 1974—1977 — главный конструктор проекта Специального конструкторско-технологического бюро световых и светосигнальных приборов ПО «Электролуч».
- 1977—1986 — главный редактор журнала «Электротехника».

Депутат ВС СССР 6 созыва (1962—1966).
Скончался Н. А. Оболенский 28 апреля 2001. Похоронен на Даниловском кладбище Москвы.

## Награды и премии
- орден Ленина
- орден Октябрьской революции
- три ордена Трудового Красного Знамени
- Сталинская премия третьей степени (1952) — за разработку новых агрегатов